# Vitrioldrama
Vitrioldrama er en dansk stumfilm fra 1906 produceret af Nordisk Films Kompagni og instrueret af Viggo Larsen.